# Svezak svetog zakona
Svezak svetog zakona (engl. Volume of Sacred Law), poznat i kao knjiga svetog zakona, opći je izraz koji se u slobodnom zidarstvu koristi za svete ili filozofske knjige i tekstove koji imaju značajno duhovno ili etičko značenje. Ove knjige simbolično predstavljaju izvor moralnih načela i mudrosti te se tradicionalno postavljaju na počasno mjesto tijekom sastanaka masonske lože.

## Pozadina
U većini velikih loža, posebno u ložama regularnog slobodnog zidarstva, kao Svezak svetog zakona uvijek je izložen odgovarajući sveti tekst poput Biblije, Kurana, Tanaha, Gita, Veda ili nekog drugog značajnog spisa, dok je loža otvorena. U ložama s članovima različitih religija često se može pronaći više svetih knjiga, simbolizirajući međusobno poštovanje i raznolikost. Nasuprot tome, u ložama kontinentalnog slobodnog zidarstva, umjesto svetih tekstova, često se koristi masonska konstitucija kao svezak svetog zakona. Kandidatima se omogućuje da za svoju prisegu odaberu sveti ili filozofski tekst koji odgovara njihovim osobnim uvjerenjima.
Jedan od najpoznatijih primjeraka svezaka svetog zakona je Inauguracijska Biblija Georgea Washingtona, koja pripada Loži "Sv. Ivan" (St. John's Lodge) br. 1 u New Yorku. Ova Biblija koristi se u ceremonijama lože od 1767. godine, a postala je povijesno značajna jer je korištena tijekom prve inauguracije Georgea Washingtona za predsjednika Sjedinjenih Država. Također je bila u upotrebi prilikom inauguracija nekoliko drugih predsjednika, uključujući Warrena Hardinga (1921.), Dwighta Eisenhowera (1953.), Jimmyja Cartera (1977.) i Georgea H. W. Busha (1989.), ponekad u kombinaciji s drugim Biblijama.